# حرمان من النوم
الحِرْمان من النَّوم  هي الحالات التي يجد فيها المرء صعوبة في النوم أو نوم متقطع غير متواصل، أو إن مُنِع عن النوم بالتعمد من قِبل شخص آخر.
أسباب اضطرابات النوم عديدة ومنها: الأمراض النفسية أو تعاطي بعض الأدوية أو المخدرات.

## تأثيره على الجسد

### على النّمو
وجدت أبحاث أن قلّة النوم تؤدي إلى:

#### السمنة
أبحاث عديدة أُجريت من قبل دوائر علميّة معترف بها رسمياً ومعتمد بها عالمياً وجدت أن قلّة النّوم متعلّقة بالسمنة بشكل أو بآخر. وقد أقتُرح أن قلّة النوم ربّما تعطّل الهرمونات التي تفرز غلوكوز الهضم والشّهيّة، وبذلك تأثّر على عادات أكل الإنسان بشكل مباشر. هذه الأعراض تكون غالبا عند الأفراد الذين بين سنّ 20 إلى 35.

#### مرض السكري
وجدت أبحاث أُجريت في جامعة شيكاغو أن قلّة النوم تؤثر تأثيرا قويا على مقدرة الجسم لهضم السكّر (الغلوكوز)، ممّا قد يؤدّي للإصابة بالنوع الثاني من مرض السكري.

#### عـدم القـدرة على التركيز والتي تؤدي إلى ضعف الذاكرة
من أهم الآثار السلبية الناتجة عن قلة النوم هي ضـعف العـملية العـقلية والدمـاغية بمـا في ذلـك الفـهم والتركـيز والاستيعـاب والقـدرة على استحـضار المـعلومات وزيادة التـشتت الذهـني أي قـوة الذاكرة؛ حيث «التمـوجات الحـادة» الموجودة بالدماغ والمـسؤولة عن تعـزيز وتمـاسك الذاكـرة تكون في أوجـه النشاط خـلال فترة النوم.

#### الميل الشـديد للاكتئاب
الأشخاص الذين لا يحصلون على القدر الكافي من النوم كثيرًا ما يشعرون بتقلبات في الحـالة المـزاجية والميل للاكتئاب والأرق بالإضافة إلى اضطرابات فسيولوجـية عديدة. والاكتئـاب بطبيعته يؤدي إلى الأرق وقلة النوم والعكس صحيح فلا بد من الحصول على قسط وفير من النوم.

#### قلة الرغبة الجنسية
قلة النوم تؤدي إلى انخفـاض شديد في مُستوى هـرمون التستوستيرون في الجـسم عند الرجـال. وبالنسبة للنساء فيكونون أقل طاقة بسبب قلة النوم فيؤدي ذلك إلى قلة الرغبة الجنسية.

#### زيادة احتمالية الإصابة بالكثير من الأمراض
الأشـخاص الذين لا يحصلون على القدر الكافي من النوم يكونون عرضـة للإصـابة بارتفاع في ضغط الدم، مرض السكري، أمـراض القـلب، والسـكتات والجـلطات الدماغـية.

#### الإضرار بصحة البشـرة والشيخوخـة المبكرة
من آثار قلة النوم على البشرة ظهور الهالات السوداء حول العين، والإضرار بجلد البشرة مما يجعل مظهرها شاحب وظهور الشيخوخـة المبكـرة؛ لأن الجسم يقوم بإفراز هرمـون التـوتر والذي يُعرف بالكـورتـيزون والذي بدوره يقوم بالمحافظة على حيوية البشـرة والجلد ونضارته.

#### ردود فـعل غـير منـطقية تجـاه المـواقف المـختلفة والحكم على الأمـور
نتيجة لقلة النوم فيكون الشخص عـرضة للخطأ في قراراته؛ حيث يكون مُنعدم التركيز مُشتت وعقله يكون غـير قـادر على التفكير في القرارات الصائـبة. فالإنسان البـالغ يحـتاج إلى مـا لا يـقل عـن 8 سـاعات يومـيًا من النوم حتى يستطيع الحكم على الأمور بشكـل صحيح.

## الهواتف المحمولة واضطراب النّوم
خلصت دراسة بحثية إلى أن استخدام الهاتف المحمول قبل النوم قد يؤدي إلى حرمان المستخدم من نوم هادئ خلال الليل. توصل البحث الذي مولته شركات هواتف محمولة إلى أن الإشعاع المنبعث من جهاز الهاتف يمكن أن يسبب الأرق والصداع والتشويش. وبينت نتائج البحث أن استخدام الهاتف المحمول قد يؤدي إلى التقليل من مدة النوم العميق وذلك بالتأثير على قدرة الجسم على تجديد نشاطه. وأنجز البحث كل من معهد كارولينسكا السويدي وجامعة واين في الولايات المتحدة. ودرس البحث، الذي موله «منتدى مُصَنّعي الهواتف المحمولة»، حالة 35 رجلا و 36 امرأة تتراوح أعمارهم بين 18 و 45 عاما.
أوضحت نتائج البحث أن الأفراد الذين تعرضوا للإشعاع احتاجوا إلى وقت أطول للدخول في المرحلة الأولى من النوم العميق بينما لم تطل المرحلة الأعمق من نومهم. وخلص الباحثون إلى أن «الدراسة تبين أن الأفراد الذين تعرضوا لدرجة إشعاع وصلت إلى 884 ميجاهرتز صادر عن إشارات لا سلكية، فإن عناصر النوم التي يُعتقد أنها مهمة لتخليص الجسم من الإرهاق اليومي تتأثر بشدة».
قال البروفيسور بينت أنيتز إن الدراسة «تخلص إلى أن استخدام الهاتف المحمول مرتبط بحدوث تغيرات محددة في مناطق من الدماغ مسؤولة عن تفعيل وتنسيق نظام الضغط». وهناك نظرية أخرى تقوم على أن الإشعاع قد يعيق إنتاج هرمون «ميلاتونين» الذي يتحكم في إيقاعات الجسم الداخلية. ويعتقد نصف الأفراد الذين شملتهم الدراسة البحثية أنهم «حساسون تجاه الكهرباء»، إذ سبق لهم أن أبلغوا عن إصابتهم بأعراض مثل الصداع وتعطل وظيفة الإدراك جراء استخدامهم للهاتف المحمول. لكن تبين أن هؤلاء الأفراد، عندما تعرضوا للإشعاع أثناء الاختبارات، لم يتمكنوا من تحديد ما إذا كانوا قد تعرضوا فعلا للإشعاع.

### حقول مغناطيسية
قال ألسدير فيليبس، وهو مدير منظمة «باور ووتش» المختصة في إجراء البحوث بشأن آثار الحقول المغناطيسية على صحة الأفراد، «إن الأدلة تزداد قوة بشأن الحاجة إلى توخي الحذر عند التعامل مع هذه الأمور».

## العلاج
يمكن تقسيم علاجات إضرابات النوم إلى أربع فئات:
- العلاج السلوكي \ العلاج النفسي
- إعادة التأهيل
- الأدوية
- غيرها من العلاجات الجسدية

إن اختيار العلاج المناسب يعتمد على تشخيص للمريض، التاريخ الطبي والنفسي، الأفضليات، فضلاً عن الخبرة التي يتمتع بها الطبيب المعالج.
اضطرابات النوم المزمنة في مرحلة الطفولة، والتي تؤثر على نحو 70 ٪ من الأطفال الذين يعانون من اضطرابات نفسية أو تنموية، لم يتم ذكرها أو علاجها كلياً. اضطرابات النوم هي شائعة أيضاً بين المراهقين الذين تكون جداول مدارسهم غير متطابقة مع الساعة البيولوجية للجسم. العلاج الفعال يبدأ بتشخيص دقيق باستخدام يوميات النوم وربما دراسات النوم. التعديل في النظافة عند النوم قد تحلّ المشكلة ولكن هناك ما يبرر في كثير من الأحيان العلاج الطبي.

## اقرا أيضاً
- اضطراب طور النوم المتأخر